# David Kriesel
David Kriesel (* 1984 in Bonn) ist ein deutscher Informatiker und Data Scientist.

## Leben
David Kriesel besuchte die Schule in Meckenheim und in Brüssel. Bereits mit 14 Jahren arbeitete er freiberuflich im IT-Bereich. 2003 begann er ein Studium der Informatik, Nebenfach Biologie, an der Rheinischen Friedrich-Wilhelms-Universität Bonn. Im Jahr 2007 absolvierte er ein Forschungsstipendium an der Cornell University zu den Themen Maschinelles Lernen, Schwarmverhalten und Robotik. 2009 schloss er sein Studium mit einer Diplomarbeit über Maschinelles Lernen, Schwarmverhalten, verteilte Netze und neuronale Netze ab. Aktuell ist er nach eigenen Angaben als Senior Manager in den Bereichen Prozessingenieurwesen und Datenwissenschaft bei Procter & Gamble beschäftigt.
Kriesel lebt in Rheinbach bei Bonn.

## Xerox-Bug 2013
Erste Aufmerksamkeit erhielt Kriesel mit der Veröffentlichung eines Softwarefehlers von Xerox-Geräten, die bei Scans anscheinend systematisch, aber sehr unregelmäßig Zahlen auf gescannten Dokumenten durch ähnlich aussehende Zahlen ersetzten. Besonders problematisch war, dass die Benutzer diese verfälschten Dokumente oft nicht direkt als solche erkennen konnten. Die Entdeckung machte Kriesel am 24. Juli 2013 und meldete den Fehler umgehend an Xerox. Nachdem eine Woche lang keine Hilfestellung von Seiten des Unternehmens gekommen war, veröffentlichte Kriesel seine Entdeckung auf seiner Website. Sein Eintrag ging schnell um die Welt. Auch internationale Fach- und Massenmedien schrieben Berichte und Artikel.
Nach fast einem Monat wurde der Hintergrund des Fehlers von Xerox gefunden und gepatcht. Als Fehlerquelle wurde der Kompressionsmodus JBIG2 und die Vorgehensweise des Pattern Matching genannt. Xerox vermutete, dass das Problem zu dem Zeitpunkt bereits acht Jahre alt war und weit über 100.000 Geräte weltweit betroffen waren.

## Datenanalytische Vorträge und Medienpräsenz
Kriesel hält Vorträge, gibt Interviews und besucht Diskussionsrunden auf Deutsch und Englisch zu eigenen Projekten und IT-Themen.
Mit der Aufarbeitung und Präsentation zum Xerox-Bug auf dem 31. Chaos Communication Congress des Chaos Computer Clubs im Jahr 2014 erreichte er eine breite öffentliche Bekanntheit.
In einem weiteren Projekt analysierte er vom 1. Juli 2014 bis zum 28. Oktober 2016 rund 80.000 Spiegel-Online-Artikel. Einen Einblick in die Auswertung teilte Kriesel auf dem 33. Chaos Communication Congress.
Im Jahr 2019 analysierte er die Deutsche Bahn in Hinblick auf Pünktlichkeit und Zuverlässigkeit. Seine Ergebnisse präsentierte er auf dem 36. Chaos Communication Congress.
Weitere Vorträge und Blogeinträge befassten sich mit der Auswertung der Sonntagsfrage, den Antworten der einzelnen Parteien vom Wahl-O-Mat oder der Visualisierung der aktuellen Corona-Lage in verschiedenen Ländern.